# Epichalcoplethis aciculata
Epichalcoplethis aciculata är en skalbaggsart som beskrevs av Bates 1904. Epichalcoplethis aciculata ingår i släktet Epichalcoplethis och familjen Rutelidae. Inga underarter finns listade i Catalogue of Life.